# Gournay-sur-Marne
Gournay-sur-Marne je francouzské město ve východní části metropolitní oblasti Paříže, v departementu Seine-Saint-Denis, Île-de-France.

## Geografie
Sousední obce: Champs-sur-Marne, Chelles, Gagny, Neuilly-sur-Marne, a Noisy-le-Grand.

## Vývoj počtu obyvatel
Počet obyvatel

## Slavní obyvatelé města
- Eugène Carrière, malíř
- Alain Vanzo, operní pěvec
- Marceau Verschueren, skladatel

## Transport
Gournay je dosažitelné linkou RER E.